# نیو وست مینستر
 نیو وست مینستر (به انگلیسی: New Westminster) به لحاظ تاریخی مهم‌ترین شهر در منطقه جغرافیایی لوئر مین‌لند در بریتیش کلمبیاهای کانادا است و یکی از شهرهای ونکوور بزرگ است.
نیو وست مینستر به عنوان پایتخت مستعمرات تازه متولد شده بریتیش کلمبیا در سال ۱۸۵۸ بنیان‌گذارده شد و تا سال ۱۸۶۶ که مین‌لند و جزایر مستعمرات در هم ادغام شدند به این نقش خود ادامه داد. در آن زمان نیو وست مینستر بزرگترین شهر مین‌لند بود و تا دهه اول قرن بیستم که جمعیت ونکوور پیشی گرفت همچنان این مقام را داشت.
نیو وست مینستر در ساحل راست رودخانه فریزر و در جنوب غربی شبه جزیره بورارد و تقریباً در مرکز ونکوور بزرگ واقع است.

## نگارخانه

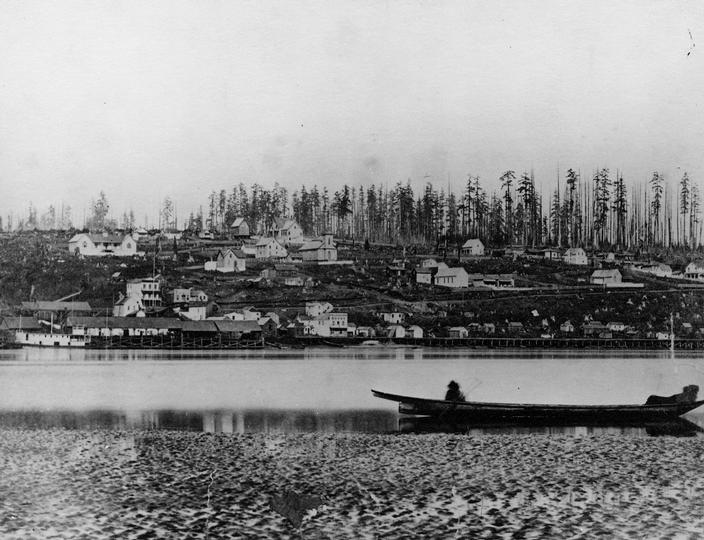
منظری از نیو وست مینستر از رودخانه فریزر در حدود سال ۱۸۶۵
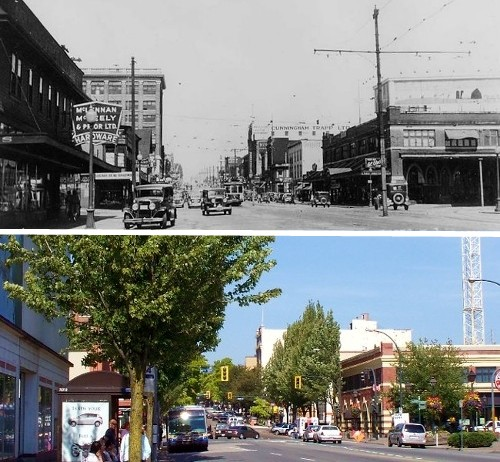
تقاطع خیابان کلمبیا در سال ۱۹۳۲ و ۲۰۰۸
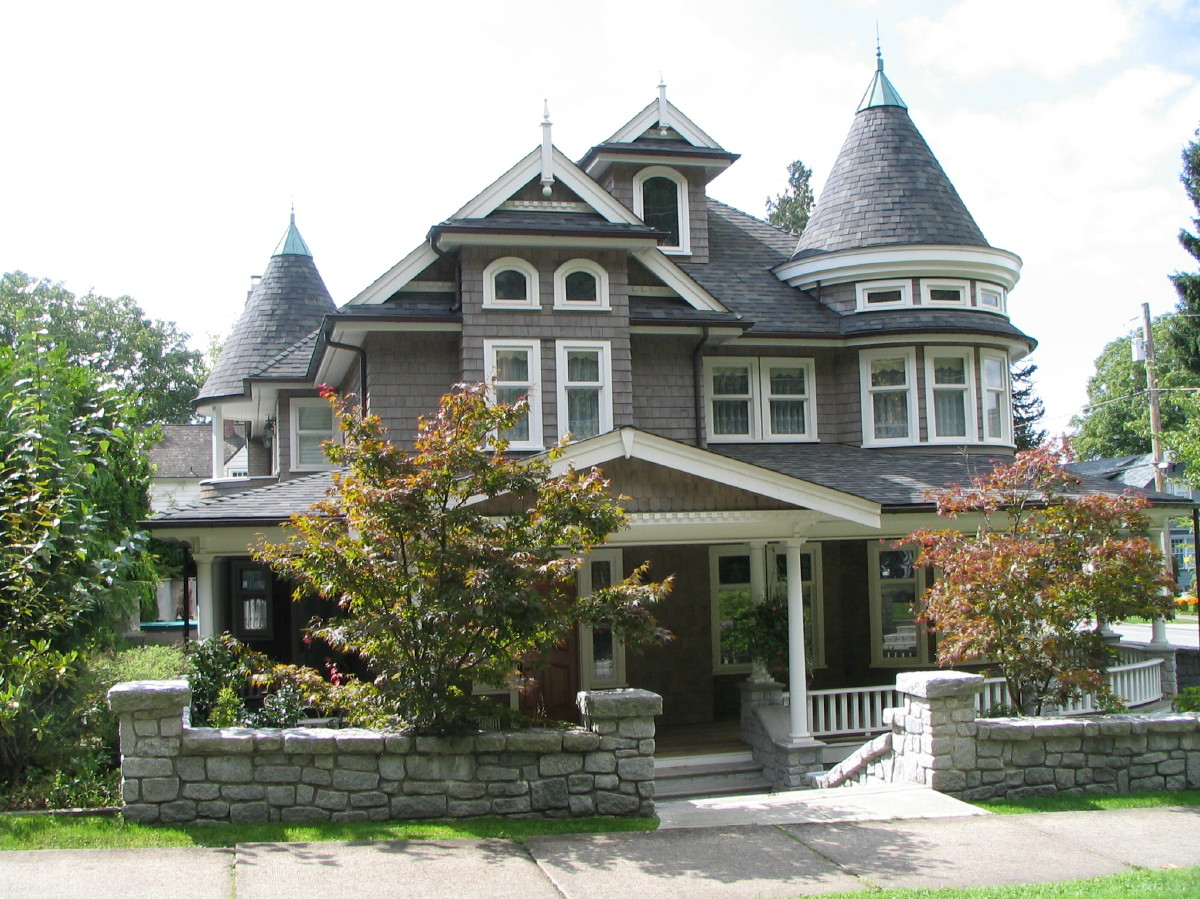
ماکتی از خانه‌ای به سبک ملکه آن مقابل پارک کوئینز در نیو وست مینستر
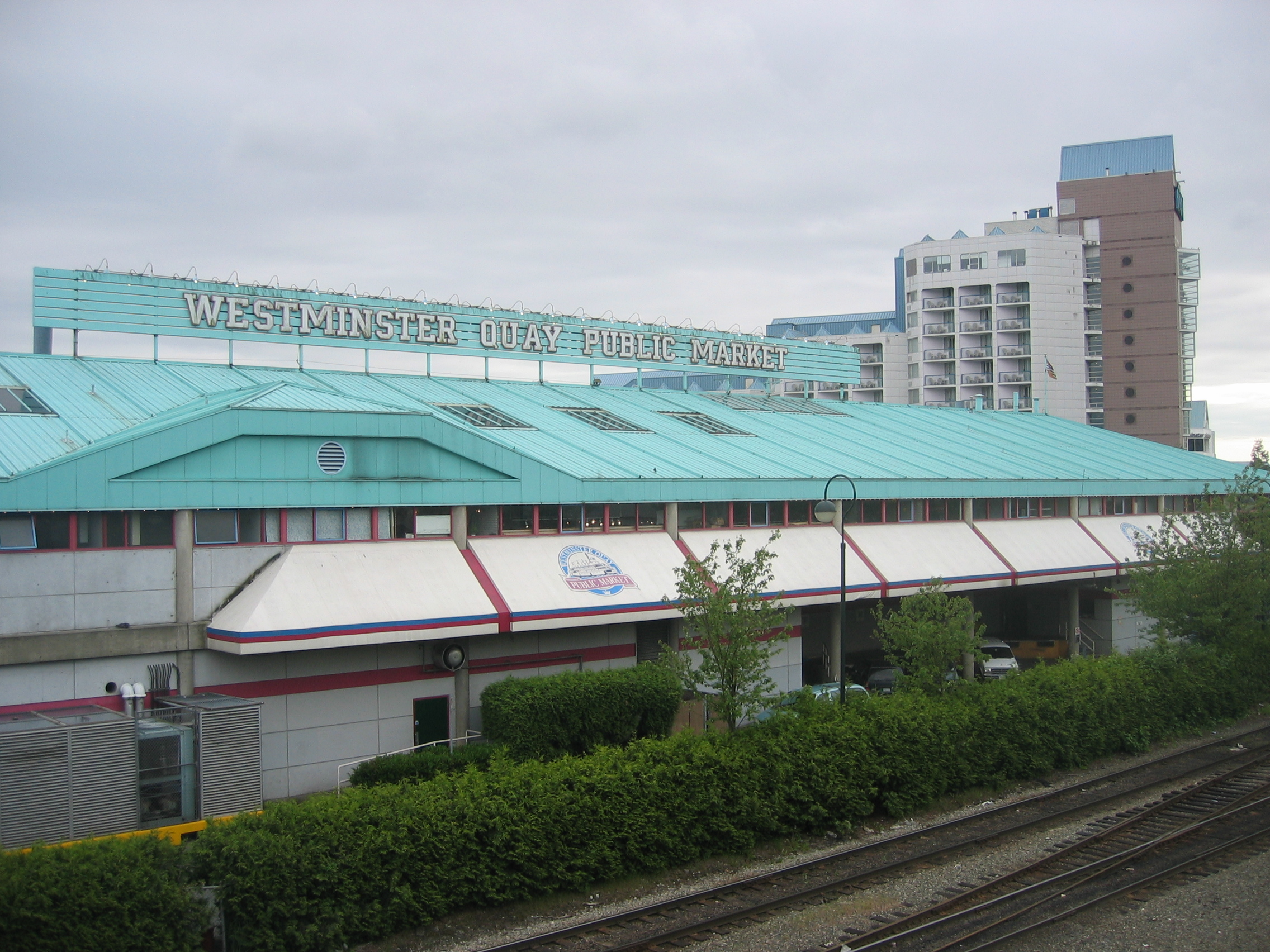
اسکله نیو وست مینستر
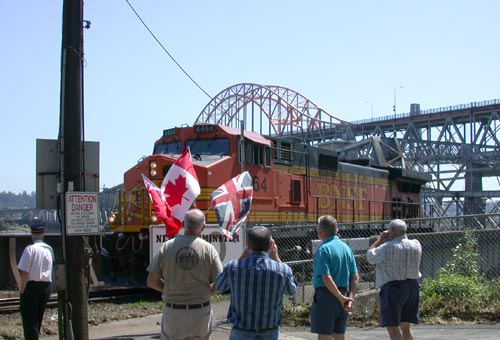
پل نیو وست مینستر